# Ernest Ružič
Ernest Ružič est un journaliste, poète et écrivain slovène né le 4 avril 1941 à Peskovci (en) en Slovénie, mort le 11 janvier 2020 à Murska Sobota.

## Biographie

### Études et vie privée
Ernest Ružič naît le 4 avril 1941 à Peskovci, dans la région Goričko au nord du Prekmurje. Il fréquente l'école d'Adrijanci puis de Šalovci, et travaille ensuite trois ans à la ferme avant de poursuivre ses études à l'école centrale d'agriculture de Rakičan près de Murska Sobota, puis à l'école de formation de professeurs de Maribor, se spécialisant dans l'enseignement du slovène, du serbo-croate et du macédonien.
Il vit maintenant à Murska Sobota.

### Journaliste des minorités
Après avoir travaillé à Radio Maribor au cours de ses études, il choisit le journalisme, et depuis lors il a toujours été journaliste à la radio-télévision publique slovène (RTV Slovenija). Il est d'abord correspondant de Radio Slovenija dans la région Pomurje (région de la rivière Mur en Slovénie), puis travaille aux émissions pour les minorités slovènes des pays voisins. À partir de 1980, il est correspondant de TV Slovenija en Pomurje et rédacteur de l'émission Mostovi – Hidak (« ponts » en slovène et en hongrois) pour les Hongrois du Prekmurje. Collaborateur permanent de l'émission Slovenci v zamejstvu (« Slovènes des pays voisins ») sur les Slovènes d'Autriche, d'Italie et de Hongrie, il se spécialise dans les minorités culturelles. Au milieu des années 1990, il est le premier correspondant permanent de la RTV pour la Hongrie et les minorités hongroises à l'étranger, puis il est à nouveau correspondant de TV Slovenija en Pomurje. À partir de 2002, il travaille à l'émission de Radio Slovenija Sotočje (« confluence ») sur les Slovènes de Hongrie et de Styrie en Autriche.
Il rend compte de la vie des Slovènes de Styrie depuis le milieu des années 1970, et de façon systématique depuis 1993 ; de celle des Slovènes de Hongrie depuis 1968 ; et depuis encore plus longtemps, de celle des Croates du Burgenland et des relations interethniques en Voïvodine.
En tant que correspondant extérieur sur le thème des minorités, il a collaboré avec le grand quotidien slovène Delo, avec Primorski Dnevnik (Trieste, Italie), Slovenski vestnik et Naš tednik (Klagenfurt, Autriche), Porabje et Slovenski koledar (Szentgotthárd, Hongrie), etc., ainsi qu'avec les programmes slovènes de Radio Monošter (Szentgotthárd) et l'émission de la télévision hongroise publique Slovenski utrinki (« Aperçus slovènes »). Il a également coédité plusieurs comptes-rendus de conférences publiés par la fondation Šiftar (Ustanova dr. Šiftarjeva) comme Sezonstvo in izseljenstvo v panonskem prostoru (« Travail saisonnier et émigration dans l'espace pannonien ») et Sodelovanje ob meji (« Coopération frontalière »), et y a aussi participé comme auteur, surtout sur le thème des minorités ethniques.

### Activité littéraire
Outre son importante activité de journaliste, il est aussi poète et écrivain et publie plusieurs romans et recueils de poésie, dont certains en collaboration avec d'autres auteurs. C'est le cas de trois recueils : Naj – Leg bilingue slovène-hongrois (« Le plus » dans les deux langues) avec Sándor Szúnyogh (hu), Glasovi province avec le cycle de sept poèmes de Ružič Bele kače (« Serpent blanc »), et enfin Dvakrat stesana krsta où est publié son cycle de poèmes Sedem kačastih zabesed.
En 2007, un autre recueil bilingue voit le jour, Ein-Prägungen / Vtisnjenke, en slovène et allemand. En 2010 est publié un récit ou conte (povest) intitulé Portret.
Il est également publié dans les revues littéraires Dialogi et Sodobnost (en), ainsi que par le biais d'émissions de radio, surtout Literarnem nokturnu de Radio Slovenija et Radio Maribor.

## Distinctions
En 2011, il a reçu du président de la République de Slovénie Danilo Türk l'ordre du Mérite de la République de Slovénie « pour le développement et la préservation de la minorité slovène de Hongrie et pour la création de liens fructueux et de collaborations entre la Hongrie et la Slovénie ».

## Œuvres

### Poésie
- Ljudje, človek, ljudje, 1967
- Milijonta vsakdanjost, 1976
- Naj – Leg, 1980
- Délibáb – Privid, 1997
- Glasovi province, 1999
- Dvakrat stesana krsta, 2001
- Razsanjani dan, 2001
- Vtisnjenke, 2007

### Romans
- Érd – tudi o ljudeh kockastih glav, 1998
- Vijolični dim ali roman o treh letnih časih, 2001
- Pesem Črnih mlak, 2006
- Portret – povest, 2010
- Predor pod Hortobágyem - 2012